# Dinko Zlatarić

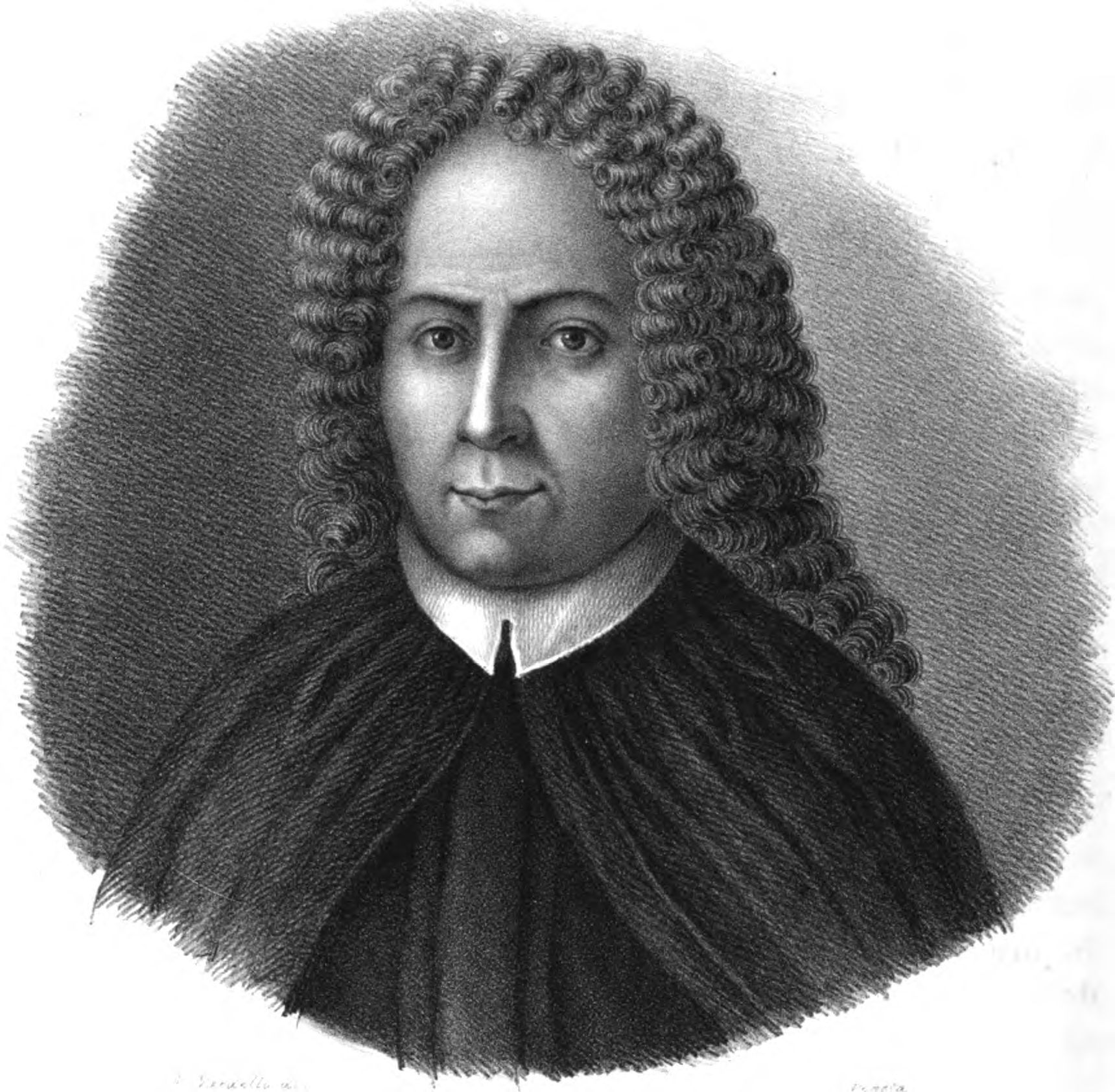
Dominko-Dinko Zlatarić

Dinko Zlatarić, auch Dominko Zlatarić (* 1558 in Dubrovnik; † 1613 ebenda) war ein kroatischer Dichter und Übersetzer der Renaissance aus der Republik Ragusa.

## Leben
Zlatarić wurde als Sohn von Žimun (Mihov) Zlatarić und dessen Gattin Frana in eine wohlhabende Familie geboren. Sein Bruder Miha war ein Offizier in der Armee von Juraj IV. Zrinski. Dinko Zlatarić studierte Philosophie und Medizin in der italienischen Gemeinde Padua, wo er im Jahr 1579 zum Rektor der Studenten der Universität gewählt wurde. Es ist nicht gesichert, ob er seine Studien dort abschloss. Nach Ragusa kehrte er im Jahr 1581 zurück. Zu Dichtern aus der Republik Ragusa und aus Italien pflegte er freundschaftliche Verhältnisse. Er schrieb in kroatischer und italienischer Sprache. Ein Thema seiner Werke war die Liebe. Aber auch der satirisch-humoristische Schreibstil hielt in seinen Werken Einzug. Als einer der besten Übersetzer der älteren kroatischen Literatur wird er ebenfalls gehandelt. In seinen Übersetzungen werden die Urheber sehr respektiert. Im Jahr 1580 veröffentlichte er die Pastorale Aminta T. Tassa; jedoch ist kein Exemplar davon bis heute erhalten geblieben.
Das Ziel seiner Übersetzungsarbeiten war nach eigener Angabe „die Bereicherung der kroatischen Sprache“. In seiner Lyrik der Liebe schreibt er über die ideale Beziehung. Einige Lieder bearbeiten Inhalte aus der Mythologie der Antike, wiederum andere sind Übersetzungen aus klassischen Quellen.

## Werke
- Šali s gizdavijem prijateljem
- Ljubovnik učinjen prah od časa
- Hitro tajim i pokrivam
- U drugoj čim strani
- Pridragi sinko moj
- Nenavidos noći
- U hvalu pokoja i mirne pameti
- U smrt kate svoje sestre[4]